# Nag
Nag — rzeka w środkowych Indiach na wyżynie Dekan, dopływ rzeki Kanhan, do której uchodzi w okolicy wsi Saongi we wschodniej części dystryktu Nagpur.

## Nazwa
„Nag” oznacza w języku marathi kobrę. Taka nazwa rzeki pochodzi prawdopodobnie od jej wijącego się koryta. Od Nag pochodzi nazwa miast Nagpur, przez które ta rzeka przepływa.